# Omar Arellano Riverón
Omar Arellano Riverón (* 18. Juni 1987 in Guadalajara, Jalisco) ist ein mexikanischer Fußballspieler auf der Position des Stürmers.

## Karriere
Seine Profikarriere begann Arellano im Sommer 2004 beim CF Pachuca, in dessen Reihen er am 24. Oktober 2004 in einem Spiel gegen den Club América sein Debüt in der mexikanischen Primera División feierte und mit dem er zweimal mexikanischer Meister wurde. 
Von 2007 bis Ende 2012 stand er bei seinem Heimatverein Chivas Guadalajara unter Vertrag und wechselte anschließend zum CF Monterrey.
2018 ging er nach Costa Rica, wo er für den CS Herediano spielte, mit dem er die CONCACAF League 2018 und die Apertura 2018 der costa-ricanischen Fußballmeisterschaft gewann.

## Eine Fußballerdynastie bei Chivas
Omar Arellano Riverón ist der Sohn von Omar Arellano Nuño, der zur Meistermannschaft von Chivas Guadalajara in der Saison 1986/87 gehörte. Ferner ist er der Enkel von Raúl Arellano Vásquez, einem Stammspieler der besten Chivas-Mannschaft aller Zeiten, mit der er zwischen 1957 und 1964 sechsmal zu Meisterehren kam.

## Erfolge
- Mexikanischer Meister: Clausura 2006, Clausura 2007